# Epidendrum
Epidendrum (em português: Epidendro) é um género botânico pertencente à família das orquídeas (Orchidaceae). Por incluir mais de 1100 espécies, é apelidado por alguns autores de mega-género.
Quando, em 1763, Carolus Linnaeus deu o nome ao género, incluiu neste todas as orquídeas epífitas que conhecia. Hoje poucas dessas orquídeas continuam incluídas neste género, o que não impede que o número total de espécies do género continue a crescer.

## Etimologia
O nome deste gênero (Epi.) deriva da latinização de duas palavras gregas: επί (epi), que significa "sobre", "em cima de"; e δένδρον (dendron), que significa "árvore"; referindo-se à maneira como vivem as espécies deste gênero, ou seja a sua natureza epífita.
 Nome comum:
- Orquídea Estrela

## Sinônimos
Dentre outros cuja aceitação é discutida, temos como sinônimos geralmente aceitos de Epidendum os seguintes gêneros:
- Amphiglottis Salisb. Trans. Hort. Soc. London 1: 294 - 1812
- Anacheilium Hoffmanns. ex Rchb., Deut. Bot. Herb.-Buch: 235  - 1842
- Auliza Sm. - 1913
- Aulizeum Lindl. ex Stein - 1892
- Coilostylis Raf. - 1836 [1838]
- Dinema Lindl. -1831
- Diothonea Lindl., J. Bot. (Hooker) 1: 12 - (1834).
- Doxosma Raf., Fl. Tellur. 4: 9 - (1838).
- Epidanthus L.O.Williams, Bot. Mus. Leafl. 8: 148 - (1940).
- Epidendropsis Garay & Dunst., Venez. Orchids Ill. 6: 39 - (1976).
- Exophya Raf., Fl. Tellur. 2: 63 - (1837).
- Gastropodium Lindl., Ann. Mag. Nat. Hist. 15: 107 - (1845).
- Hemiscleria Lindl., Fol. Orchid. 4: 1 - (1853).
- Hormidium Lindl. ex Heynh. - 1841
- Kalopternix Garay & Dunst., Venez. Orchids Ill. 6: 40 - 1976
- LarnandraRaf., Neogenyton: 4 - 1825
- Nanodes Lindl. - 1832
- Neolehmannia Kraenzl., Bot. Jahrb. Syst. 26: 478 - 1899
- Nyctosma Raf. – 1836
- Phædrosanthus Neck., Elem. Bot. 3: 153  - 1903 [1904]
- Physinga Lindl., Bot. Reg. 24(Misc.): 32 - (1838)
- Pleuranthium Benth., J. Linn. Soc., Bot. 18: 312 - (1881)
- Prosthechea Knowles & Westc. - 1838
- Pseudepidendrum Rchb.f., Bot. Zeitung (Berlin) 10: 733  - 1852
- Seraphyta Fisch. & C.A.Mey., Bull. Sci. Acad. Imp. Sci. Saint-Pétersbourg 8: 24 - (1840).
- Spathiger Small, Fl. Miami: 55 - (1913).
- Stenoglossum H.B.K., Nov. Gen. Sp. 1: 355 - (1816).
- Tritelandra Raf., Fl. Tellur. 2: 85 -(1837).

## Distribuição
Conforme a delimitação que se adote ao considerar este gênero, chegamos a cerca de mil e quinhentas espécies, distribuídas do sul dos Estados Unidos à Argentina, desde o nível do mar até quatro mil metros de altitude. Há mais de cem em solo brasileiro. Espécies novas tem sido descritas constantemente e provavelmente muitas outras ainda serão encontradas, principalmente nas vastas áreas da Amazônia que permanecem inexploradas. É um dos gêneros com maior número de espécies em nosso país e no mundo.

## Caracteres distintivos
As principais características que distinguem este gênero dentre as outras Laeliinae são o rostelo fendido, e o labelo soldado à coluna em todo seu comprimento, formando um tubo que continua pelo pedicelo.

## Descrição
É um gênero bastante variável em morfologia e hábitos pois habita de florestas frias sombrias e úmidas nos Andes, aos secos cerrados brasileiros, onde vive sob sol pleno, em meio às rochas, e também os sufocantes e abafados pântanos da Flórida.
Conforme a definição adotada, podem ser epífitas, rupícolas e mesmo terrestres; desde miniaturas de dois centímetros de altura até gigantes de dois metros. Alguns são pendentes, alguns rasteiros, outros eretos, uns possuem pseudobulbos, alguns um longo caule com folhas dísticas, outros apenas curtos caules forrados de folhas dísticas carnosas.
Além das características citadas acima, que servem para diferenciar estas espécies das outras Læliinæ, grande parte das espécies, com inumeráveis exceções, caracterizam-se por apresentarem pseudobulbos caulinos alongados, com rizoma mais ou menos curto, assim em regra de crescimento cespitoso, recobertos de folhas dísticas mais ou menos espaçadas. As qualidades dessas folhas variam enormemente. A inflorescência quase sempre é apical. As flores em regra muitas e pequenas, de cores variadas mas verdes são comuns. as pétalas costumam ser mais estreitas que as sépalas, geralmente atenuadas para a base. O labelo é soldado ao longo de toda a coluna, o lobo mediano muitas vezes tri ou tetralobulado, com diversas calosidades ou carenas diferentes perto da base.

## Histórico
Epidendrum foi um dos primeiros gêneros de orquídeas tropicais a serem publicados. O foi pelo criador do sistema de classificação dos seres vivos, Lineu, em Systema Naturae, Editio Decima 2: 1246., em 1759, com a descrição da espécie Epidendrum nodosum L. coletada em Porto Rico, hoje conhecida como Brassavola nodosa. O Epidendrum nocturnum Jacquin, foi selecionado posteriormente como sua nova espécie tipo para evitar a alteração do nome de mais de mil espécies quando a antiga planta tipo de Epidendrum foi removida para o gênero Brassavola''. O nome do gênero é uma referência ao fato das primeiras orquídeas atribuídas a este gênero serem epífitas.
Sua circunscrição exata, ou seja, que espécies pertencem a este gênero e quais devem ser atribuídas a outros é discutível. Epidendrum já incluiu muitas espécies hoje pertencentes a outros gêneros, como Encyclia e Prosthechea. Quando Lineu propôs a criação de Epidendrum, havia somente oito gêneros de orquídeas, assim praticamente todas as primeiras orquídeas epífitas descobertas eram classificadas como Epidendrum. Ao longo dos anos, conforme outras espécies foram sendo descobertas e agrupadas, muitos outros grandes gêneros foram criados a partir dele. Sua delimitação foi se estreitando, no entanto, o gênero sempre tem servido para agrupar espécies de Laeliinae que não encaixam bem em outros gêneros. Isso acontece também com diversos outros gêneros da família Orqchidaceae, os principais dentre eles são Pleurothallis, 'Bulbophyllum, Oncidium, Maxillaria e Dendrobium. Todos estes gêneros são grandes e por demais heterogêneos.
A longo das décadas, a classificação de Epidendrum passou por diversas mudanças conforme os conceitos adotados pelos taxonomistas. Houve época em que se preferia dividir mais e então o gênero diminuía de tamanho, depois surgiam novos taxonomistas com outros conceitos e juntavam tudo novamente. Nos últimos anos Eric Hágsater é o mais conhecido especialista em Epidendrum. Há algum tempo ele subordinou ao gênero muitos gêneros menores bem conhecidos. No entanto, a mudança do conceito de classificação das espécies hoje passa por grandes mudanças com a incorporação dos conceitos oriundos da filogenia, ou seja, acrescentando informações sobre a evolução das espécies a partir de pesquisas genéticas. Destarte, enquanto para breve esperamos novas propostas de classificação dos gêneros incluídos em Epidendrum, com aceitação de alguns e exclusão de outros, ainda retemos aqui os gêneros em uso comum no Brasil. Assim fazemos pois muitos taxonomistas consideram que a maior divisão no nível de gênero é mais didática que divisões em níveis de subgênero ou seções. Mormente porque Epidendrum já é por si só um gênero excessivamente grande.

## Filogenia
Segundo a filogenia de Laeliinae publicada no ano 2000 em Lindleyana por Cássio van den Berg et al., Epidendrum, junto com muitos desses pequenos gêneros, forma um dos oito grandes clados de Laeliinae, inserido entre os grupos de Myrmecophila e de Scaphyglottis. É importante notar que o trabalho de Van den Berg, principalmente no grupo que inclui Epidendrum ainda é apenas um estudo preliminar. Poucas espécies de Epidendrum foram amostradas e nenhuma análise mais completa de sua filogenia foi publicada até este momento. Ainda segundo este trabalho, algumas espécies aparecem afastadas do grupo maior. Ou estas espécies teriam que ser agrupadas em novos gêneros ou realmente quase todos os pequenos gêneros seriam subordinados novamente a Epidendrum.
É interessante notar que a despeito da enorme quantidade de espécies, nenhum grupo realmente grande pode ser separado de Epidendrum até agora. Claro que não nos referimos a gêneros como Encyclia uma vez que a separação destas é clara e indiscutível. Falamos sim dos gêneros discutíveis, como Nanodes e Amblostoma. São sempre gêneros com dez espécies ou menos, que não resolvem o problema do enorme tamanho do gênero principal. Obviamente Epidendrum pode acabar sendo um gênero muito grande mesmo, no entanto melhor definido.

## Gêneros relacionados
Os gêneros Nanodes, Amblostoma, Caularthron, Coilostylis, Anacheilium, Hormidium, Encyclia, Prosthechea, e Lanium, até que exista consenso entre os especialistas, são tratados em separado. Informações sobre Kalopternix e Neolehmannia estão em Nanodes, sobre Auliza em Coilostylis, sobre Euchile em Prosthechea.
- Amphiglottis:  gênero muito antigo criado para o Epidendrum secundum, que conteve diversas espécies variadas e heterogêneas ao longo dos anos. É considerado hoje como subgênero ou seção de Epidendrum, e poderia ser eventualmente elevado a gênero contendo aquelas espécies de longa inflorescência rígida com uma umbela de flores na extremidade, como o Epidendrum denticulatum por exemplo.
- Diothonea: gênero criado para o Epidendrum lloense. Como os pseudobulbos ou caules dessa espécie nascem sobre caules anteriores, diversas espécies variadas foram subordinadas e este gênero e depois removidas para outros.
- Epidanthus: gênero criado para três raras espécies da oeste América Central, diversas outras foram acrescentadas, nenhuma brasileira. Parecem com as espécies que Dressler depois classificou sob o gênero Neowilliamsia.
- Epidendropsis: gênero com três espécies, uma no Brasil, o Epidendrum violascens, que se diferencia por apresentar apenas duas polínias. São plantas pequenas de flores minúsculas.
- Exophya: gênero criado para o Epidendrum patens, por alguns considerado sinônimo do Epidendrum anceps. Este pertence à seção Amphyglottidae, se bem que seja algo diferente das outras espécies desta seção por suas flores pequenas e carnosas e longo caules emaranhados.
- Gastropodium:  gênero monotípico do Equador e Colômbia, criado para o Epidendrum gastropodium, com pequenas flores violáceas pouco abertas agrupadas em curta haste terminal.
- Hemiscleria:  gênero monotípico do Equador e Peru, com pequenas flores globulares agrupadas em curta haste terminal.
- Larnandra:  gênero monotípico do Epidendrum conopseum também conhecido como Epidendrum magnoliae. As flores brotam de uma inflorescência curta que inicialmente apresenta muitas brácteas aglomeradas em espiral. Como esta na filogenia apareceu afastada do grupo principal de Epidendrum, mas junto com o Epidendrum capricornu, pode ser que o gênero venha a ser validado futuramente.
- Minicolumna:  gênero monotípico inválido pois não foi descrito em acordo com as normas de nomenclatura botânica, em todo caso refere-se ao nosso Epidendrum compressum, com longa e delgadíssima haste floral muito ramificada, repleta de pequeninas flores bem espaçadas.
- Nyctosma:  gênero monotípico proposto para o Epidendrum nocturnum, obviamente um sinônimo de Epidendrum, já que esta espécie é o tipo do gênero.
- Physinga: gênero com quatro espécies, uma no Brasil, o Epidendrum acreensis, originalmente proposta para o Epidendrum prostratum, que se diferencia por serem plantas pendentes e verde claras, parecendo Dichaea  e com minúsculas flores solitárias.
- Pseudepidendrum: gênero criado para o bem conhecido Epidendrum pseudepidendrum, que tem flores grandes e espaçadas com grandes brácteas na inflorescência e pedúnculos.
- Seraphyta:  gênero monotípico proposto para o Epidendrum diffusum, que apresenta enormes panículas de pequenas flores delicadas quase transparentes.
- Spathiger: gênero com cinco espécies, várias no Brasil, do grupo do Epidendrum rigidum, são aquelas espécies de inflorescências achadas recobertas por brácteas dísticas da qual brota flor com pedúnculo muito curto. As flores quase sempre verdes, consideradas pertencentes a seção Strobilifera de Epidendrum.
- Stenoglossum: gênero com duas espécies de flores bastante diferentes de Epidendrum, uma delas o Epidendrum coryophorum, com flores que abrem em sucessão de inflorescência apical racemosa pendente.
- Tritelandra: gênero monotípico criado para o Epidendrum fuscatum, considerado sinônimo do Epidendrum anceps. Ver Exophya acima.

Certamente diversos destes gêneros não se sustentam, outros apenas permaneceram esquecidos e espécies que poderiam estar subordinadas e eles o foram a Epidendrum. Caso alguns venham a ser validados, e provável que o número de suas espécies aumente e sua definição seja revista e aprimorada.
Há ainda algumas espécies que também não se encaixam bem em Epidendrum mas que nunca foram subordinadas a outros gêneros são elas o Epidendrum stamfordianum, cuja inflorescência é basal e o Epidendrum marmoratum, com pseudobulbos fusiformes e inflorescência lateralmente comprimida com flores manchadas de branco e marrom.

## Divisão subgenérica
Esse gênero foi dividido em muitas seções ao longo dos anos. Em vez de nos referirmos a elas, já que muitas não são geralmente aceitas e encontram-se bastante desorganizadoas, ou resultaram confusas, preferimos descrever os grupos mais importantes em que se dividem as espécies brasileiras. Não pretendemos esgotar o assunto nem relacionar todas as espécies mas apenas apresentar uma breve visão geral dos grupos mais representativos ou interessantes. Por motivos didáticos, trazemos os grupos sob os nomes dos representantes mais conhecidos, sem preocuparmo-nos com prioridades nomenclaturais:
- Grupo vesicatum: cerca de quatro ou cinco espécies de crescimento pendente muito interessantes, imediatamente reconhecíveis por suas largas folhas dísticas verde claras, as terminais muito maiores que as basais. Essas folhas não se abrem bem e a inflorescência permanece meio escondida em uma espécie de concha formada pelas duas últimas folhas. Floresce muitas vezes por ano, mas se não estivermos atentos ou as plantas não estiverem penduradas em lugar alto, podemos nem reparar que floresceu. A inflorescência é curta e apresenta grande quantidade de flores, em regra verdes,  dispostas em umbela.
- Grupo filicaule: poucas espécies de caules muito finos, e de crescimento desordenado que formam grandes touceiras, com folhas espaçadas, herbáceas, igualmente estreitas e finas, muito floríferos mas flores pequenas verdes.
- Grupo cinabarinum: muitas espécies bastante comuns, quase sempre terrestres vivendo a sol pleno, com folhas carnosas planas alternadas em caules finos e eretos, que formam grandes touceiras, com longas inflorescências, e flores muito coloridas terminais que permanecem abrindo em sucessão durante meses formando uma espécie de umbela esférica. As flores apresentam labelos de margens serrilhadas, comum trilobados. Há muitas espécies confusas ou mal definidas neste grupo.
- Grupo orchidiflorum: vegetativamente muito parecido com o anterior, mas de áreas mais sombreadas e menos flores, estas geralmente verdes, lisas ou pintalgadas e mais parecidas com a maioria dos Epidendrum.
- Grupo latilabre: algumas espécies bastante comuns, caules curvados e folhas carnosas algo imbricadas, as terminais maiores que as basais. O labelo costuma ser bastante amplo, e algumas vezes reflexo. A inflorescência é curta com poucas ou diversas flores simultâneas. As flores são verdes, membranáceas, algumas secretam resinas ou néctar. Há muitas espécies confusas ou mal definidas neste grupo.
- Grupo robustum: folhas algo parecidas com as do grupo anterior, mas plantas enormes e mais eretas, com inflorescência carregada por uma infinidade de flores vistosas dispostas em esfera.
- Grupo janeirense: poucas espécies cujos caules brotam dos nós dos caules anteriores e emitem grande quantidade de raízes que crescem para baixo agrupadas. Conservam apenas umas quatro folhas herbáceas lanceoladas na extremidade dos caules. A inflorescência é pendente com cerca de dez flores verdes pouco vistosas, de labelo mais claro.
- Grupo nocturnum: diversas espécies bastante variáveis e confusas cujos caules permanecem mais ou menos eretos, com folhas coriáceas, poucas persistentes, e uma ou poucas flores, mais ou menos grandes e estreitas com labelo muito destacado em inflorescência curta.
- Grupo densiflorum: plantas de tamanho médio e folhas mais ou menos coriáceas, lanceoladas e espaçadas, algo persistentes, que entouceram fácil e apresentam inflorescência pendente do ápice do pseudobulbo, por vezes racemosas, mas mais comum paniculadas, com muitas flores bem arrumadas e não raro agradavelmente perfumadas.
- Grupo compressum: na verdade uma única espécie, com caule delicados e esparsas folhas pouco espessas mas grandes, pouco planas, e comparativamente gigantesca inflorescência lateralmente comprimida, muito delicada, intensamente paniculada com flores bastante espaçadas e pouco vistosas.
- Grupo rigidum: algumas espécies, de morfologia vegetal e tamanhos variados, meio desordenadas e pendentes mas cujas flores sempre se parecem, verdes, brotando de inflorescência apical racemosa achatada, totalmente revestida por brácteas dísticas imbricadas das quais as flores alternadas quase não sobressaem.
- Grupo chlorinum: espécies pequenas ou médias com muitas folhas persistentes e inflorescência curta terminal repleta de pequenas flores carnosas agregadas,  pouco esplanadas, que abrem em sucessão.

Há ainda outros grupos de menor importância e diversos grupos intermediários.

## Espécies
- Ver espécies de Epidendrum

## Híbridos intergenéricos
o gênero Epidendrum tem sido usado frequentemente na obtenção de híbridos intergenéricos procurando, conforme o caso, transmitir aos seus descendentes algumas características particulares deste principalmente sua robustez, coloração, e abundância ou intrigante formato de suas de flores. São gêneros híbridos de Epidendrum os seguintes, considerando a taxonomia tradicional, pois muitoas alterações recentes têm ocorrido na circunscrição dos gêneros citados:
- Brassoepidendrum: Bepi (Brassavola x Epidendrum)
- Balaguerara: Blga (Broughtonia x Epidendrum x Laeliopsis x Tetramicra)
- Brassoepilaelia: Bpl (Brassavola x Epidendrum x Laelia)
- Buiara: Bui (Broughtonia x Cattleya x Epidendrum x Laelia x Sophronitis)
- Dillonara: Dill (Epidendrum x Laelia x Schomburgkia)
- Epileptovola: Elva (Brassavola x Epidendrum x Leptotes)
- Epimicra: Emc (Epidendrum x Tetramicra)
- Epibarkiella: Epbkl (Barkeria x Epidendrum x Nageliella)
- Epibrassonitis: Epbns (Brassavola x Epidendrum x Sophronitis)
- Epicattleya: Epc (Cattleya x Epidendrum)
- Epicatonia: Epctn (Broughtonia x Cattleya x Epidendrum)
- Epidiacrium: Epdcm (Caularthron x Epidendrum)
- Epidella: Epdla (Epidendrum x Nageliella)
- Epigoa: Epg (Domingoa x Epidendrum)
- Epigolttis: Epgl (Epidendrum x Scaphyglottis)
- Epiphronitis: Ephs (Epidendrum x Sophronitis)
- Epilaelia: Epl (Epidendrum x Laelia)
- Epilaeliocattleya: Eplc (Cattleya x Epidendrum x Laelia)
- Epilaeliopsis: Eplps (Epidendrum x Laeliopsis)
- Epiopsis: Eps (Cattleyopsis x Epidendrum)
- Epistoma: Epstm (Amblostoma x Epidendrum)
- Epitonia: Eptn (Broughtonia x Epidendrum)
- Epicyclia: Epy (Encyclia x Epidendrum)
- Estelaara: Esta (Brassavola x Cattleya x Epidendrum x Tetramicra)
- Fredschechterara: Fre (Broughtonia x Cattleya x Epidendrum x Laelia x Schomburgkia)
- Guaridendrum: Gdd (Epidendrum x Guarianthe)
- Gladysyeeara: Glya (Brassavola x Broughtonia x Cattleya x Cattleyopsis x Caularthron x Epidendrum x Laelia x Sophronitis)
- Gumara: Gum (Caularthron x Epidendrum x Laelia)
- Hattoriara: Hatt (Brassavola x Broughtonia x Cattleya x Epidendrum x Laelia)
- Hummelara: Humm (Barkeria x Brassavola x Epidendrum)
- Iacovielloara: Icvl (Brassavola x Cattleya x Caularthron x Epidendrum x Laelia)
- Izumiara: Izma (Cattleya x Epidendrum x Laelia x Schomburgkia x Sophronitis)
- Jewellara: Jwa (Broughtonia x Cattleya x Epidendrum x Laelia)
- Johnyeeara: Jya (Brassavola x Cattleya x Epidendrum x Laelia x Schomburgkia x Sophronitis)
- Kirchara: Kir (Cattleya x Epidendrum x Laelia x Sophronitis)
- Kawamotoara:Kwmta (Brassavola x Cattleya x Domingoa x Epidendrum x Laelia)
- Lemaireara: Lemra (Broughtonia x Cattleyopsis x Epidendrum)
- Leslieara: Lesl (Broughtonia x Cattleyopsis x Caularthron x Epidendrum)
- Leptodendrum: Lrtdm (Epidendrum x Leptotes)
- Moscosoara: Mscra (Broughtonia x Epidendrum x Laeliopsis)
- Maymoirara: Mymra (Cattleya x Epidendrum x Laeliopsis)
- Northenara: Nrna (Cattleya x Epidendrum x Laelia x Schomburgkia)
- Rhynchodendrum: Rdd (Epidendrum x Rhyncholaelia)
- Rothara: Roth (Brassavola x Cattleya x Epidendrum x Laelia x Sophronitis)
- Scullyara: Scu (Cattleya x Epidendrum x Schomburgkia)
- Stanfieldara: Sfdra (Epidendrum x Laelia x Sophronitis)
- Schomboepidenrum: Smbep (Epidendrum x Schomburgkia)
- Tuckerara: Tuck (Cattleya x Caularthron x Epidendrum)
- Vaughnara: Vnra (Brassavola x Cattleya x Epidendrum)
- Wilburchangara: Wbchg (Broughtonia x Cattleya x Epidendrum x Schomburgkia)
- Wooara: Woo (Brassavola x Broughtonia x Epidendrum)
- Yamadara: Yam (Brassavola x Cattleya x Epidendrum x Laelia)
- Yahiroara: Yhra (Brassavola x Cattleya x Epidendrum x Laelia x Schomburgkia)